# Foro di Arcadio
Il foro di Arcadio (latino: forum Arcadii, greco: Φόρος τοῦ Ἀρκαδίου) fu costruito dall'imperatore Arcadio a Costantinopoli (l'odierna Istanbul).

## Descrizione
Costruito nel 403, si trovava nell'area Xerolophos ed era l'ultimo di una serie di forum che arrivava alle mura di Costantino ed alla Porta Dorata. Di questa serie facevano parte anche il Foro di Teodosio, il Foro di Costantino, il Forum Bovis ed il Forum Amastrianum, costruiti partendo dal centro della città verso ovest, lungo la via Mese.
Il forum fu in seguito trasformato in bazaar dagli Ottomani, chiamato Avrat Pazarı o "Bazaar delle donne". Fu usato per la vendita all'asta delle donne, chiamate anche 'cariye', che tecnicamente in quel periodo avevano uno status sociale totalmente differente da quello dei soliti schiavi.
La colonna di Arcadio, situata al centro del forum, era decorata con bande a spirale di bassorilievi rappresentanti i trionfi dell'imperatore, come la colonna Traiana di Roma. In cima alla colonna, alta oltre 50 metri, si trovava un enorme capitello corinzio sormontato da una statua equestre di Arcadio, posta nel 421 dal figlio Teodosio II. Questa statua fu distrutta da un terremoto nel 704. A differenza della statua, la colonna rimase in piedi ancora per un millennio, prima di essere volutamente demolita nel 1715, quando era ormai sul punto di crollare sulle vicine case. Ora ne resta solo la base mutilata ed alcuni frammenti delle sculture che la ornavano, esposti presso i Musei archeologici di Istanbul.

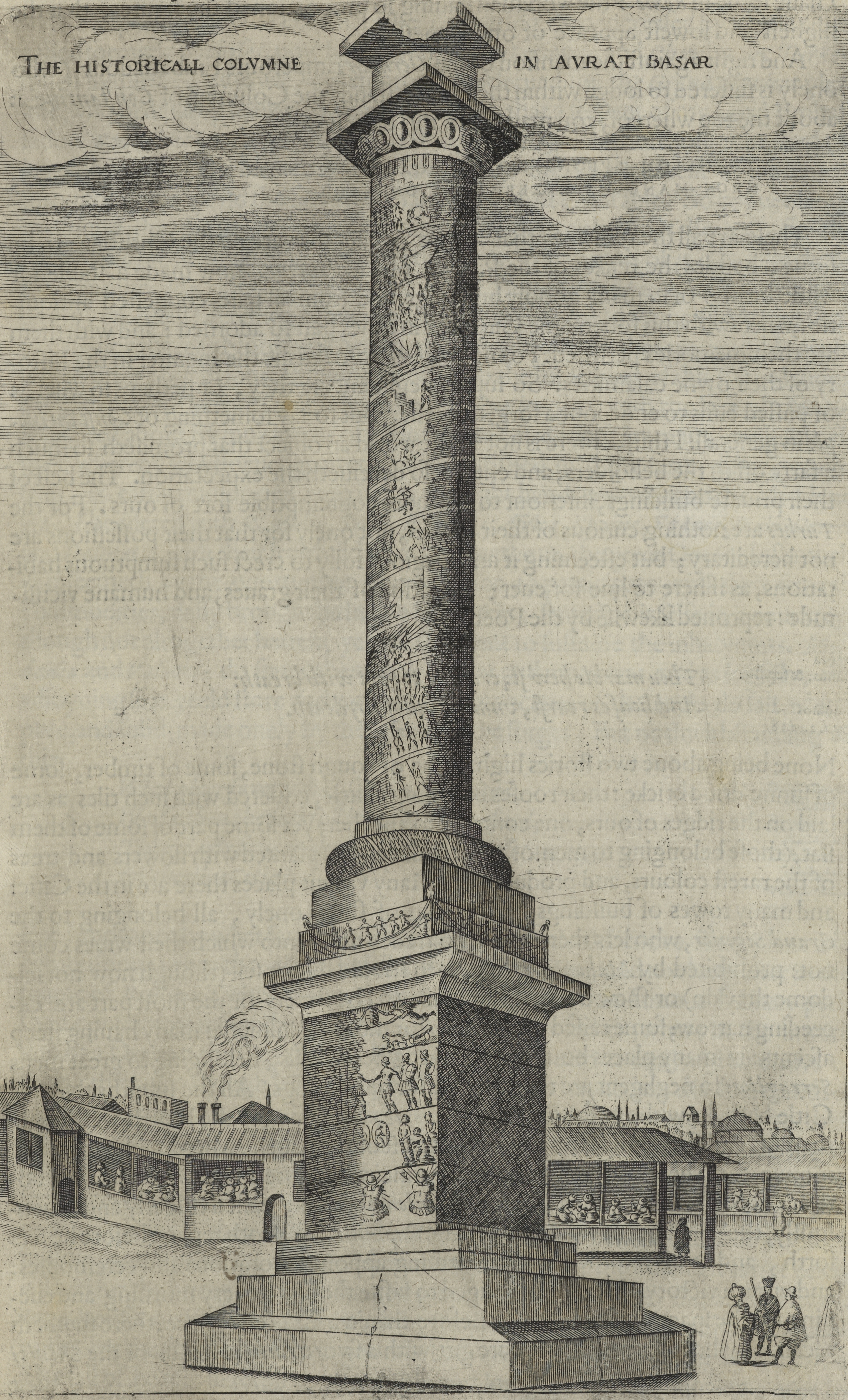
Colonna di Arcadio, posta al centro del foro in un disegno del 1615